# Nemertodermatida
Nemertodermatida – grupa małych, morskich, bezkręgowych, wirkokształtnych zwierząt dwubocznie symetrycznych (Bilateria) spokrewnionych z wirkami bezjelitowymi (Acoela), od których różnią się obecnością jelita, unikalną statocystą, budową plemników oraz sposobem zapłodnienia. Osiągają około 10 mm długości. Szczątkowe jelito jest prawie całkowicie wypełnione wypustkami komórek endodermy. Otwór gębowy występuje lub nie.
Tradycyjnie uważane były za jeden z rzędów w obrębie Xenoturbellida, obecnie są uznawana za odrębny typ. Prawdopodobnie stanowią jedną z pierwotnych linii Bilateria.

## Systematyka
Nieliczne gatunki tej grupy sklasyfikowano w 2 rodzinach:
- Ascopariidae Sterrer, 1998
  - Ascoparia Sterrer, 1998
    - Ascoparia neglecta Sterrer, 1998
    - Ascoparia secunda Sterrer, 1998

  - Flagellophora Faubel & Dörjes, 1978
    - Flagellophora apelti Faubel & Dorjes, 1978
- Nemertodermatidae Steinböck, 1930
  - Meara Westblad, 1949
    - Meara stichopi Westblad, 1949

  - Nemertinoides Riser, 1987
    - Nemertinoides elongatus Riser, 1987

  - Nemertoderma Steinböck, 1930
    - Nemertoderma bathycola Steinböck, 1930
    - Nemertoderma westbladi (Westblad, 1937)

  - Sterreria Lundin, 2000
    - Sterreria psammicola (Sterrer, 1970)